# Спрінгборо (Огайо)
Спрінгборо (англ. Springboro) — місто (англ. city) в США, в округах Воррен і Монтгомері штату Огайо. Населення — 19 062 особи (2020).

## Географія
Спрінгборо розташоване за координатами 39°33′37″ пн. ш. 84°14′4″ зх. д. / 39.56028° пн. ш. 84.23444° зх. д. (39.560157, -84.234380).  За даними Бюро перепису населення США в 2010 році місто мало площу 24,23 км², з яких 24,23 км² — суходіл та 0,00 км² — водойми.

## Демографія
Згідно з переписом 2010 року, у місті мешкало 17 409 осіб у 5996 домогосподарствах у складі 4871 родини. Густота населення становила 718 осіб/км².  Було 6263 помешкання (258/км²).
Расовий склад населення:
| - 92,1 % — білих - 3,4 % — азіатів - 2,3 % — чорних або афроамериканців - 0,1 % — корінних американців |

До двох чи більше рас належало 1,7 %. Частка іспаномовних становила 1,8 % від усіх жителів.
За віковим діапазоном населення розподілялося таким чином: 32,2 % — особи молодші 18 років, 58,5 % — особи у віці 18—64 років, 9,3 % — особи у віці 65 років та старші. Медіана віку мешканця становила 36,4 року. На 100 осіб жіночої статі у місті припадало 95,6 чоловіків;  на 100 жінок у віці від 18 років та старших — 92,9 чоловіків також старших 18 років.
Середній дохід на одне домашнє господарство  становив 107 986 доларів США (медіана — 94 468), а середній дохід на одну сім'ю — 122 121 долар (медіана — 109 514). Медіана доходів становила 73 341 долар для чоловіків та 46 953 долари для жінок. За межею бідності перебувало 2,7 % осіб, у тому числі 2,1 % дітей у віці до 18 років та 2,2 % осіб у віці 65 років та старших.
Цивільне працевлаштоване населення становило 8205 осіб. Основні галузі зайнятості: освіта, охорона здоров'я та соціальна допомога — 25,7 %, виробництво — 17,1 %, науковці, спеціалісти, менеджери — 15,8 %.